# Nyíradony
Nyíradony è una città dell'Ungheria di 8.070 abitanti (dati 2001). È situata nella contea di Hajdú-Bihar.